# Androgeós
Androgeós je v řecké mytologii syn krétského krále Mínóa a jeho manželky Pásifaé. 
Androgeós měl tři bratry Deukalióna, Glauka a Katrea a dvě sestry Ariadnu a Faidru. Když jejich matka Pásifaé podlehla posvátnému bílému býkovi, přišel na svět Mínotaurus - obluda s tělem muže a hlavou býka. Král Mínós svou manželku strašným způsobem potrestal, nechal ji usmýkat divokým býkem. Mínotaura však ukryl před světem do mohutného labyrintu, který pro něj vystavěl slavný athénský stavitel Daidalos. 
Kréta udržovala dobré styky s Athénami a když se konaly velké hry, byl v Athénách také Androgeós. Byl to zdatný mladý muž a stal se vítězem her. To neunesl athénský král Aigeus a Androgea zabil nebo nechal zabít. Na Athény padl hněv bohů, král Mínós proti Athénám vytáhl s vojskem. Za usmíření byla na Athény uvalena krutá daň: každých devět let bude na Krétu 
vypraveno sedm sličných panen a sedm paniců a budou předhozeni jako oběť Mínotaurovi. Tak se stalo, až při třetí takové oběti připlul na Krétu mezi oběťmi Théseus, syn krále Aigea s odhodláním Mínotaura zabít. To se mu podařilo s pomocí Ariadny, která mu klubkem nití navíc pomohla ke šťastnému návratu ven z labyrintu.